# Georges Schmitz
Georges Fernand Schmitz (* 26. September 1925 in Petingen, Luxemburg; † 31. August 1983 in Palma) war ein deutscher Professor für Psychologie.

## Leben
Georges Schmitz wurde im Zweiten Weltkrieg, während der deutschen Besetzung seiner luxemburgischen Heimat, zur Wehrmacht eingezogen und in der Folge zu Unrecht aus dem Moselstaat ausgebürgert. Auch als spätes Zeichen einer Wiedergutmachung verlieh ihm dessen späteres Staatsoberhaupt, Großherzog Jean, in den 1970er-Jahren anlässlich seiner offiziellen Visite in Bonn eine hohe Auszeichnung (s. u.).
Georges Schmitz hinterließ als Witwe Marianka († 2012). Drei Kinder waren aus der Ehe hervorgegangen: Gabriele Suzanne, Thomas Theodor († 2001) und Albert Michael († 2008). Der Familienwohnsitz befand sich in Wesseling am Rhein.
In den 1960er Jahren und partiell auch darüber hinaus war Schmitz im Rahmen einer UNESCO-Mission an der Universität Léopoldville (heute Kinshasa) im seinerzeitigen Belgisch Kongo tätig. Im Auftrag der EWG half er, die Universität aufzubauen. Später hatte er über ein Jahrzehnt lang eine Gastprofessur an der Universität Stanleyville/Kisangani inne. In den Jahren vor seinem Tod war er Dekan der philosophischen Fakultät der Universität Siegen.
Bleibende Verdienste erwarb sich Schmitz durch seine zugleich persönlich zupackende und seelsorgerisch tiefe, an traumatische Wurzeln gehende Form der Psychotherapie.
In seinen Schriften hob er unter anderem die eminente Bedeutung von Intelligenz- und Lernförderung in der Elementarschule für den Verlauf des weiteren menschlichen Bildungsweges hervor. Warnend vertrat er den auf eigenen Forschungen beruhenden Standpunkt, dass Werdegang und Schicksal hier oftmals lebenslang in nicht zu unterschätzender Weise vorgezeichnet würden.
Sein Grabmal wurde 1988 in Wesseling von dem renommierten Bildhauer Paul Nagel geschaffen.

## Auszeichnungen
- Ritter des Päpstlichen Silvesterordens
- Ritter des Ordens der Eichenkrone.

## Werke
- Der Einfluß des schulischen Schicksals in der Grundschule auf die Auslese für die weiterführenden Schulen. Köln 1963.
- Grundschulleistung, Intelligenz und Übertrittsauslese. E. Reinhardt, München 1964.